# Канути, Доменико Мария
Доменико Мария Канути (итал. Domenico Maria Canuti; 5 апреля 1625, Болонья — 6 апреля 1684, Болонья) — итальянский живописец и гравёр эпохи барокко болонской школы, работал в основном в Болонье и Риме.

## Биография
Доменико Мария родился в Болонье, Эмилия-Романья, начал свое ученичество в мастерской Гвидо Рени, а затем стал учеником Гверчино. Более всего известен как мастер фресковой живописи на сводах и стенах римских церквей. С 1650 по 1660 год, а также в 1670-х годах он работал в Риме; написал фреску «Апофеоз святого Доминика» (1674) в церкви Санти-Доменико-э-Систо.
Художник пользовался покровительством семьи Оливетанов. Вместе с Франческо Коццей и Карло Мараттой он участвовал в декорировании Палаццо Альтьери и Палаццо Колонна.
Вернувшись в Болонью, он завершил фрески в церквях Сан-Микеле-ин-Боско и Палаццо Пеполи Кампогранде, а также в Герцогском дворце в Мантуе. В его мастерской работали Джузеппе Мария Креспи и Джованни Антонио Буррини. Некоторые из них затем перешли на службу к Лоренцо Пазинелли. Болонский скульптор Джузеппе Мария Мацца также начал свое обучение у Доменико Марии Канути.
Канути также был гравёром, среди его работ — портреты Лодовико, Агостино и Аннибале Карраччи. Среди его картин также «Мадонна в облаках с Иисусом Христом и святым Франциском в молитве».
Он был дядей гравёра Доменико Марии Бонаверы, которого он обучал рисунку.

## Галерея

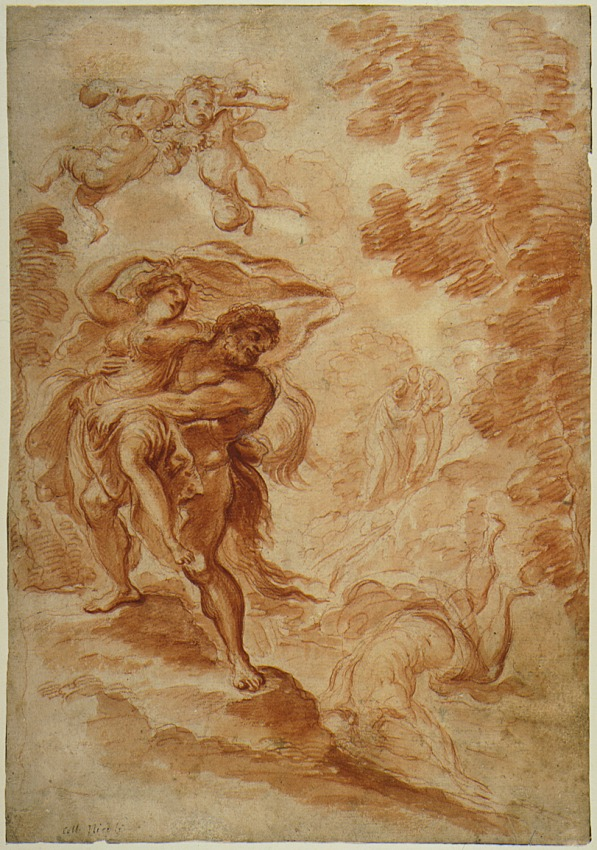
Геркулес, похищающий Деяниру. Ок. 1670. Бумага, сангина, размывка. Музей искусств округа Лос-Анджелес, США
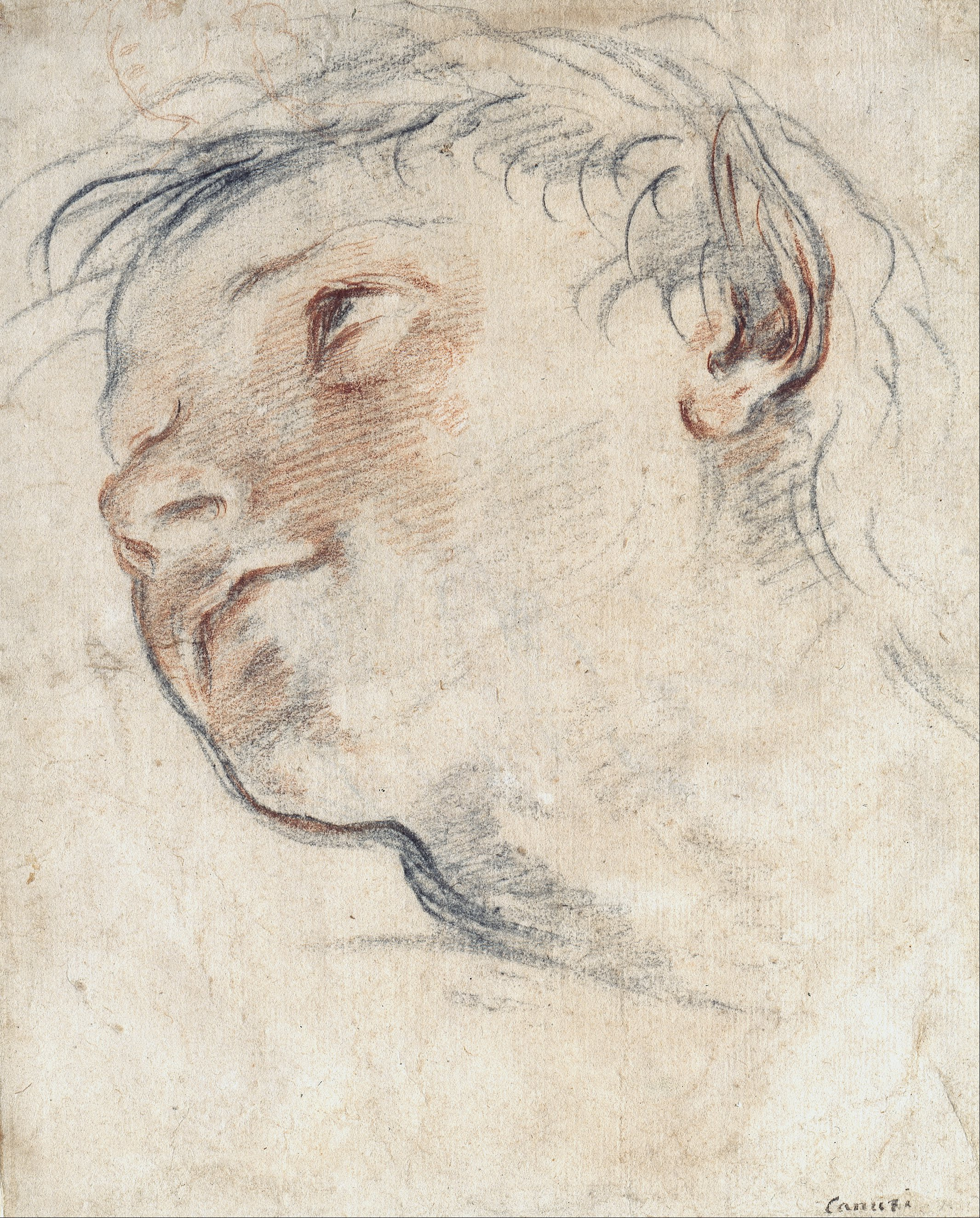
Этюд головы Фавна. 1635. Бумага, уголь, сангина. Музей Кунстпаласт, Дюссельдорф
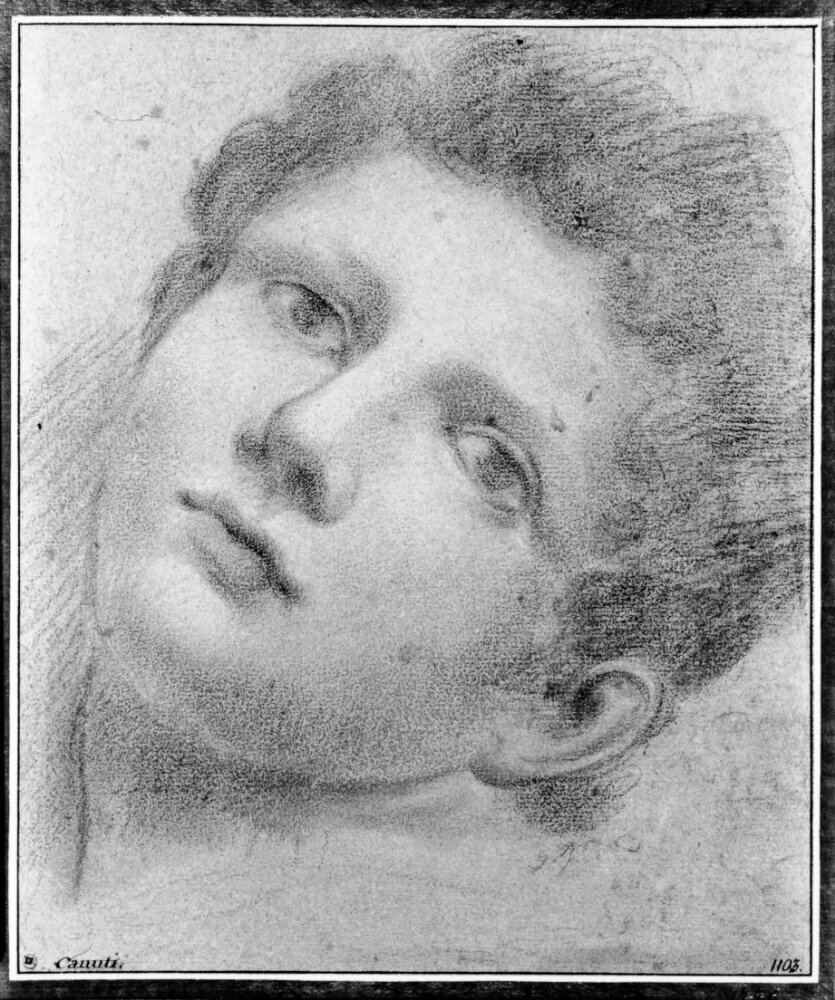
Голова юноши. Бумага, уголь. Национальный музей изобразительных искусств, Стокгольм
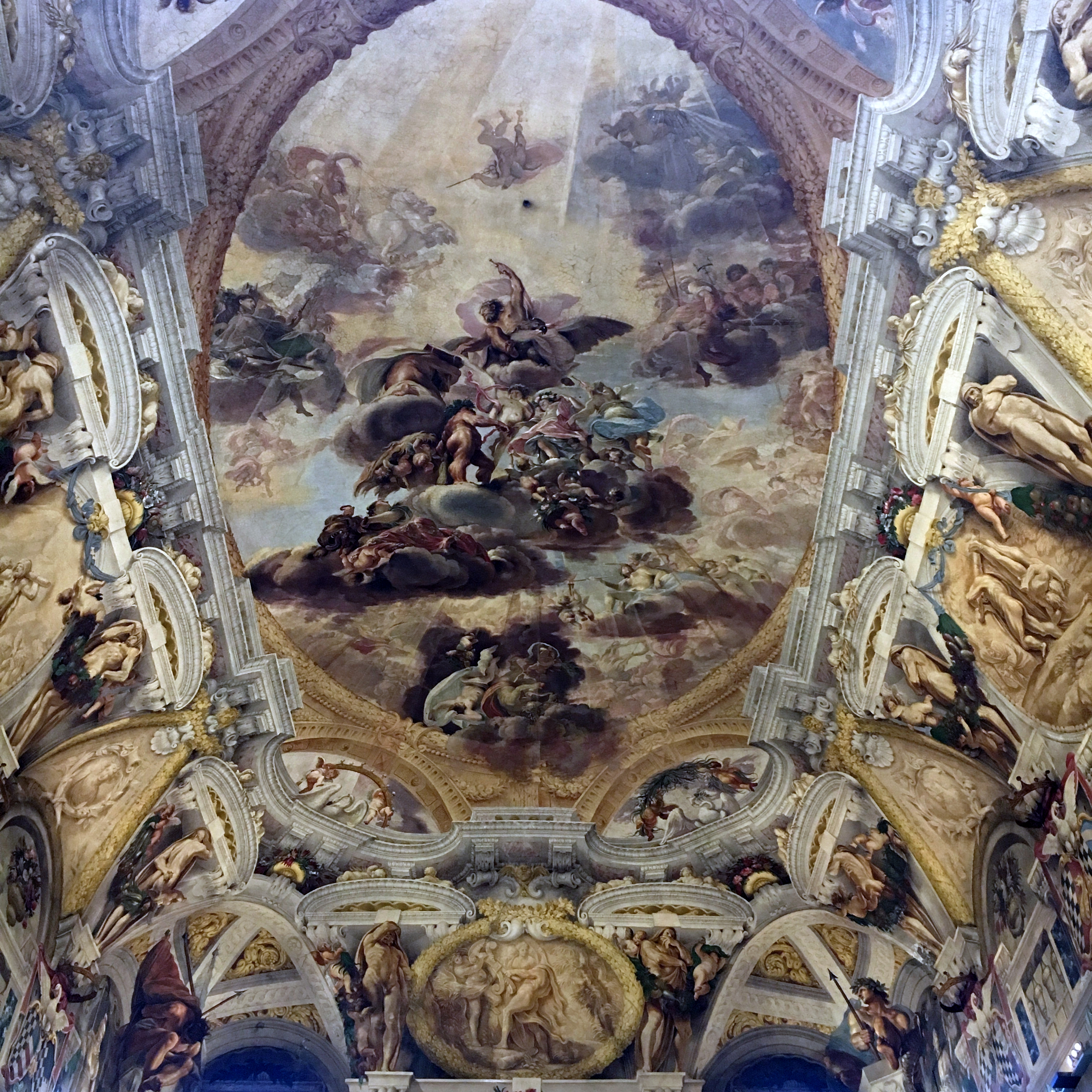
Апофеоз Геркулеса. Роспись свода Палаццо Пеполи Кампогранде, Болонья
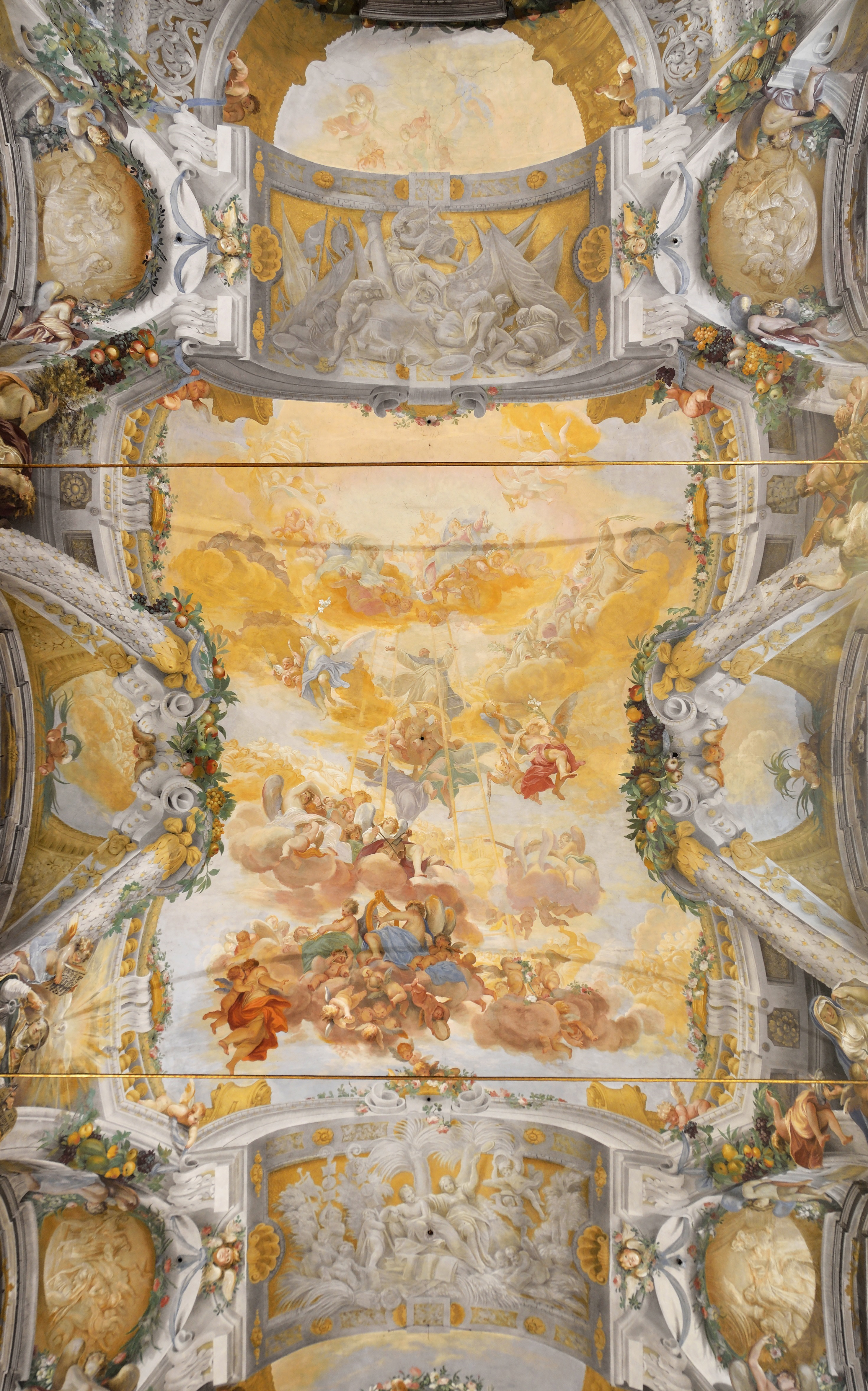
Апофеоз Святого Доминика. Роспись свода главного нефа церкви Санти-Доменико-э-Систо. 1674
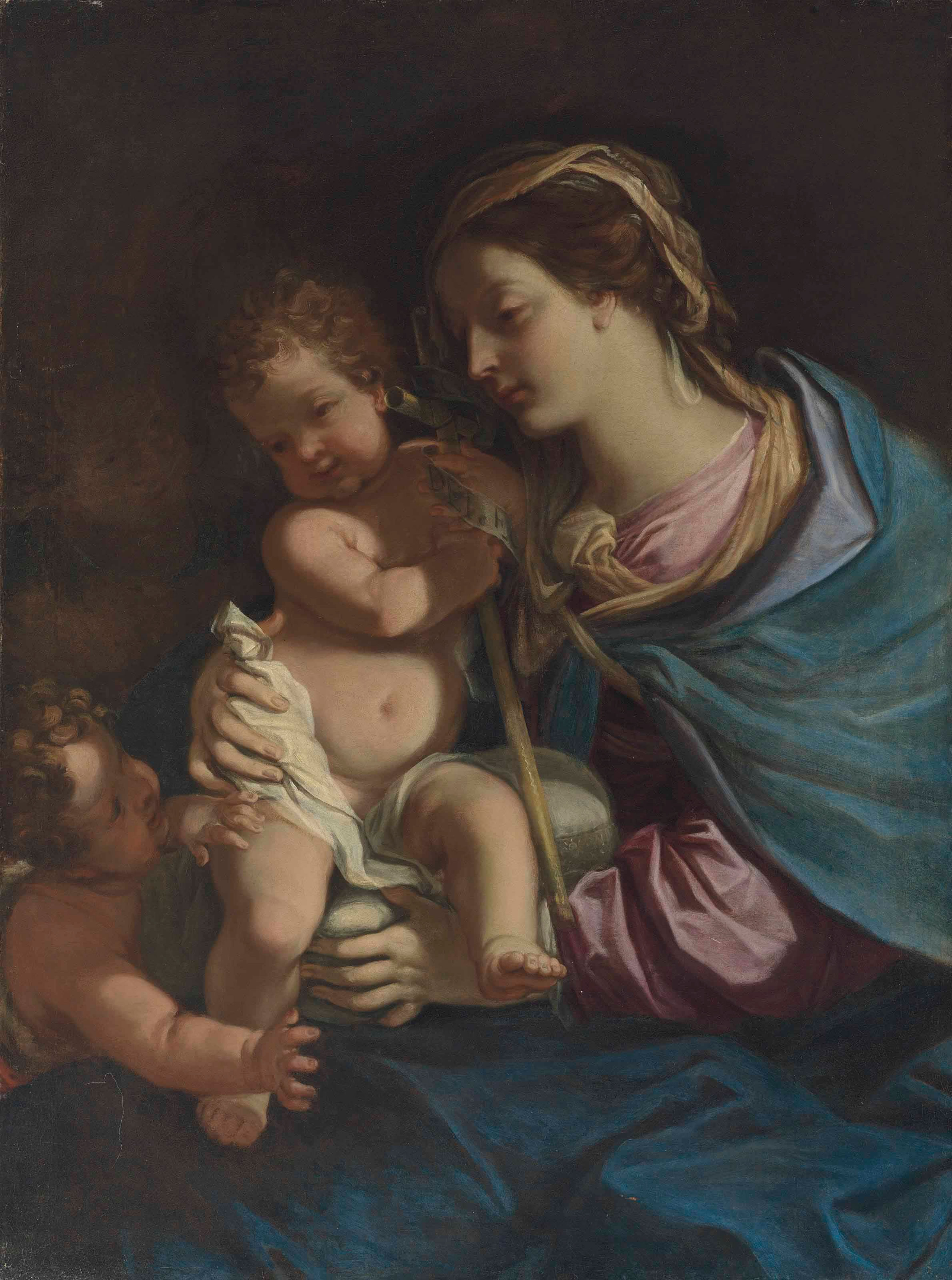
Мадонна с младенцами Иисусом и Иоанном Крестителем. Между 1639 и 1684. Холст, масло. Частное собрание
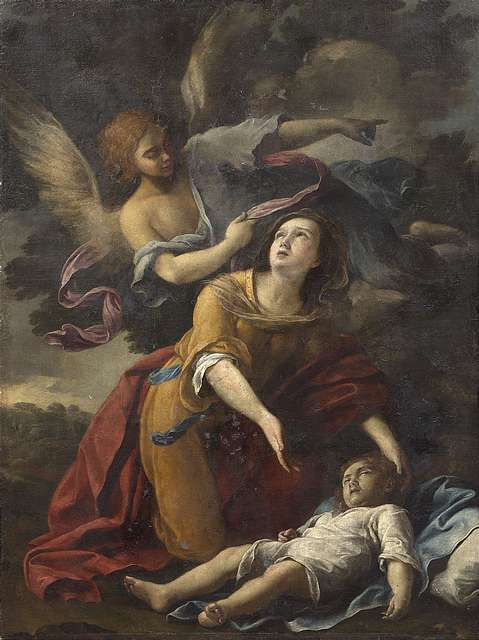
Ангел и Агарь. Холст, масло
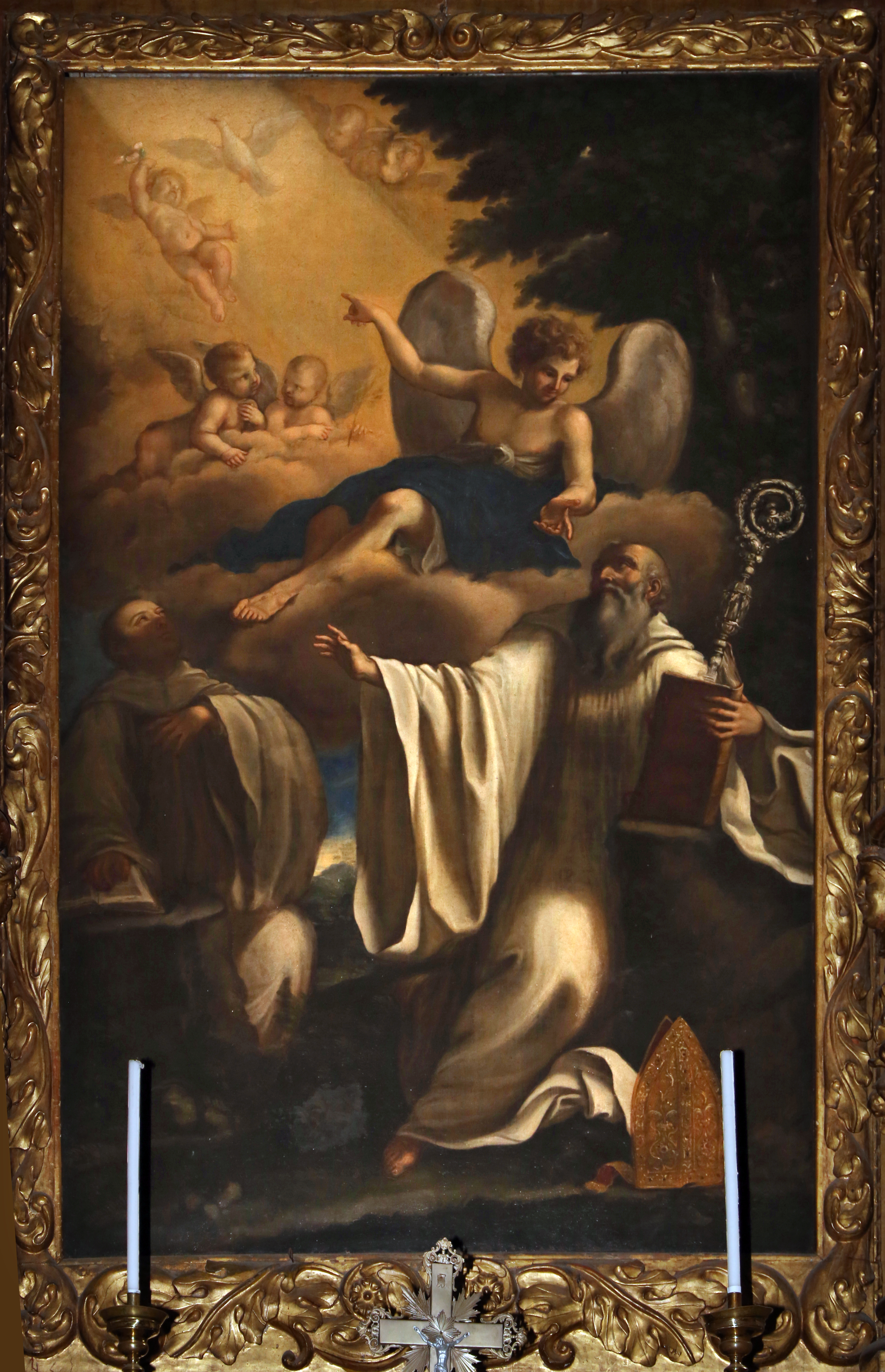
Святой Бенедикт и ангел. Церковь Сан-Джорджо-фуори-ле-мура, Феррара
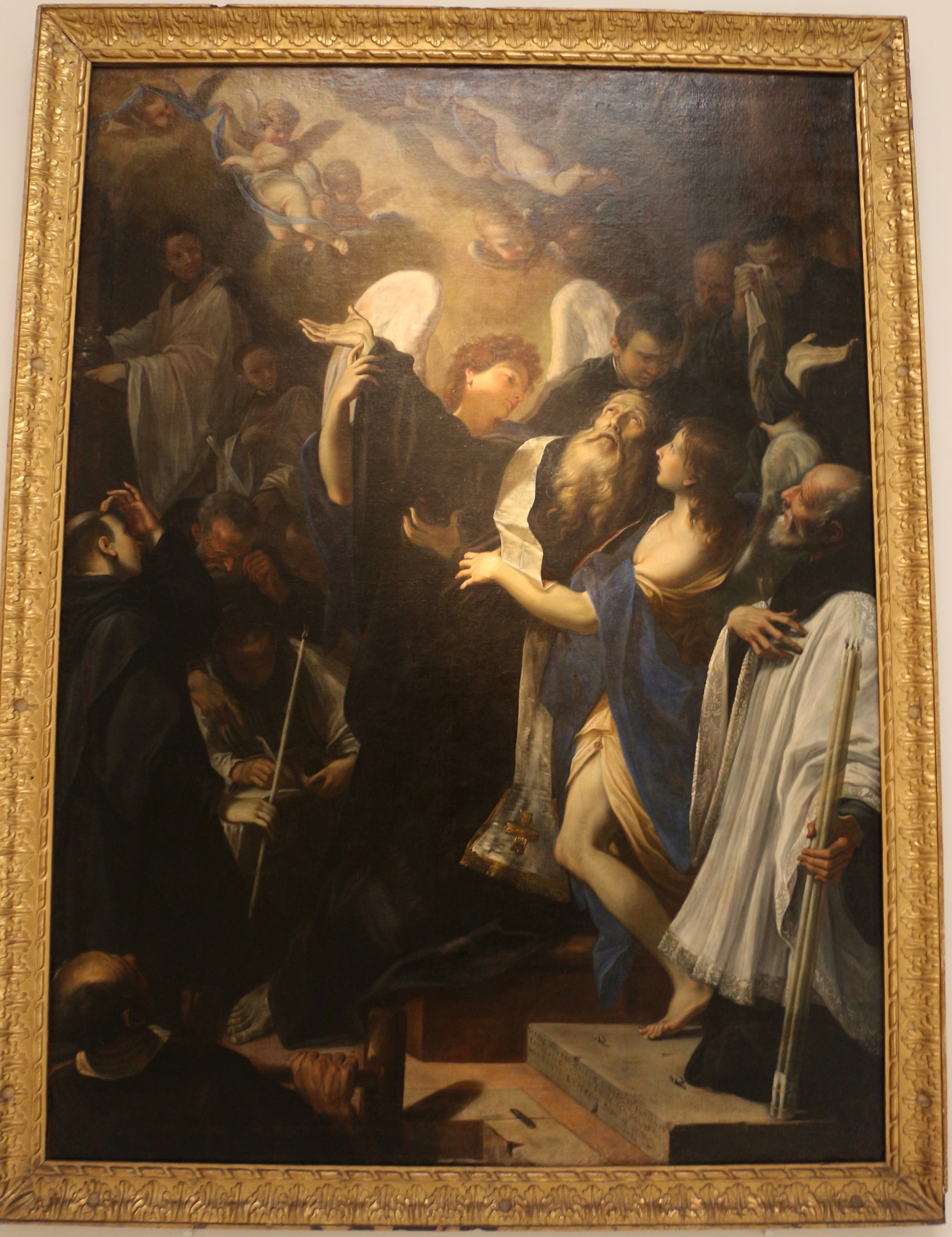
Смерть Святого Бенедикта. 1667. Холст, масло. Национальная пинакотека, Болонья